# Тилис
Тилис (грчки: Τύλις) или Тиле је био главни град краткотрајне античке државе коју спомиње Полибије а коју су основали Келти под водством Комонторија у 3. вијеку п. н. е. недуго након њиховог похода на Тракију и Грчку 279. п. н. е. Био је смјештен на источном рубу Балканских планина у данашњој источној Бугарској. Групе Келта који се нису населили у Тракији наставили су на исток, те населили у Малој Азији поставши Галаћани. Град Тилис су уништили Трачани године 212. п. н. е.. Данас на његовом мјесту постоји село по имену Тулово у области Стара Загора.
Гребен Тил на Гриничу у Јужним шетландским острвима код Антарктика је име добио по Тилису.